# I-Roy
I-Roy (* 28. Juni 1944 in Saint Thomas Parish als Roy Samuel Reid; † 27. November 1999 in Kingston) war ein jamaikanischer Deejay des Roots-Reggae. Zusammen mit U-Roy und Dennis Alcapone gilt er als einer der Vorreiter des Dancehall. Seine größten Erfolge hatte er in den 1970er Jahren.

## Werdegang

### Privat
Roy Samuel Reid wurde 1944 in einer Siedlung im Südwesten des Parish Saint Thomas geboren. Er hatte drei Brüder und drei Schwestern. Seine Eltern waren einfache Bauern. Als Jugendlicher zog Reid in die Hauptstadt Kingston und studierte am Dinthill Technical College Politikwissenschaft. Im Anschluss darauf arbeitete er im öffentlichen Dienst für die Regierung.
Roy Samuel Reid war für mehrere Jahre verheiratet. Er hat zwei Söhne, von denen einer kurz vor seinem Tod ermordet wurde.

### Karriere
Obwohl für den musikliebenden Roy Samuel Reid in Kingston ein überladenes Angebot von Eindrücken und Möglichkeiten bestand, verfolgte er in den 1960er Jahren weiterhin seine Karriere im öffentlichen Dienst und interessierte sich nicht besonders für das Deejaying, welches besonders stark vertreten war. Jedoch begann er, im Privaten über Mikrofone zu plaudern. Spätestens ab Mitte der 1960er Jahre wurde Reid dann doch von den großen Erfolg der in Jamaika üblichen Soundsystems beeinflusst. 1968 gründete er dann ein eigenes Soundsystem mit dem Namen Soul Bunny und organisierte eigene, wöchentlich stattfindende Reggae-Veranstaltungen in der Nähe des Victoria Pier in Kingston, die jeden Mittwoch stattfanden. Um die Shows abwechslungsreicher zu gestalten, gründete er mit Turbo Sonic Sound ein weiteres Soundsystem.
Im selben Jahr traf er den Produzenten und Labelbesitzer Harry Mudie und Reid bekam die Gelegenheit für erste Studioaufnahmen. Infolgedessen erschien die erste Single mit dem Namen Heart Don’t Leap auf dem jamaikanischen Label Moodisc Records International. Den Song nahm er zusammen mit dem jamaikanischen Sänger Dennis Walks auf, ein Mitglied der Vocalband The Pioneers. Inspiriert wurde er zu dieser Zeit am meisten von dem jamaikanischen Deejay U-Roy, von dem sich auch sein Künstlername ableitet, und Dennis Alcapone. Sie gehörten zu den ersten Deejays, die mit dem zu der Zeit neuartigen Toasting kommerziellen Erfolg hatten. Zuvor war diese Form von Gesang nur bei Soundsystemen und Liveveranstaltungen üblich. I-Roy übernahm diesen Gesangsstil. Anfang 1969 zog Reid von Kingston nach Spanish Town und begann dort bei den wichtigsten lokalen Soundsystems als Deejay mitzuwirken. Unter anderen bei Ruddy's Supreme, Son's Junior und Stereo. Nach weiteren Aufnahmen mit anderen Künstlern erschien 1970 die erste solo besungene Single mit dem Namen Musical Pleasure, die ebenfalls von Harry Mudie produziert wurde. Nach 1971 beendete I-Roy die Zusammenarbeit mit Mudie und begann selbst als Musikproduzent für andere Künstler tätig zu werden und schaffte kommerzielle Hits, wie zum Beispiel Mood for Love von Winston Blake oder Problems of Life und Musical Drum Sound von Lloyd Daley. I-Roy selbst veröffentlichte ebenfalls weiterhin Singles.
1973 erschien dann sein erstes Album Presenting I. Roy auf dem Label Trojan Records. Sein zweites Album mit dem Namen Hell And Sorrow machte ihn auch international bekannt und bekam vor allem im Vereinigten Königreich ausschließlich gute Kritiken. Zwischen 1973 und 1974 begab sich I-Roy für acht Monate auf seine erste Europa-Tournee um sein nächstes Album Many Moods of I Roy zu promoten. Nachdem er wieder in Jamaika war, begann er sich verstärkt dem Deejay-Clash zuzuwenden. 1975 veröffentlichte er mit Songs wie beispielsweise Black Bullet, I Man Time, Roots Man oder dem Klassiker "Welding" vermehrt sogenannte Battle-Songs. Am bekanntesten waren dabei seine Clashs mit dem Deejay Prince Jazzbo. 1976 unterschrieb I-Roy einen Vertrag mit dem Major-Label Virgin Records. Auf diesem veröffentlichte er im selben Jahr zwei Alben. Zwischen 1976 und 1979 brachte I-Roy insgesamt neun Alben und diverse Singles auf verschiedenen Labels heraus.
In den 1980er Jahren nahm seine Popularität jedoch stark ab. Er produzierte aber weiterhin Alben und Singles, die sich allerdings schlecht verkauften. 1991 kam sein letztes Album auf den Markt. Es trug den Namen Straight To The Heart. Die letzte Single namens It A Badda Me erschien schon 1988. Im Jahr 1997 brachte das Label Blood & Fire noch einmal ein Best-Of-Album heraus.
Nach dem Tod von I-Roy erschienen in unregelmäßigen Abständen immer wieder Singles und Alben. Die letzte Single mit dem Namen Tribute To Marcus Garvey wurde im Jahr 2011 veröffentlicht. Heavier Than Lead war das letzte Album und erschien im Jahr 2008.

### Tod
In seinen letzten Lebensjahren verarmte I-Roy so sehr, dass er obdachlos wurde. Zwei Wochen vor seinem Tod wurde sein Sohn im Gefängnis erschossen. Am 27. November 1999 verstarb Roy Samuel Reid in Kingston. Als Todesursache wurde Herzversagen diagnostiziert. Er wurde 55 Jahre alt.

## I-Roy in der Kunst
Der Song Sidewalk Killer von 1972 wird in dem Videospiel Grand Theft Auto: San Andreas in dem fiktiven Radiosender K-Jah West gespielt.

## Diskografie
Die Diskografie beinhaltet ausschließlich Erstveröffentlichungen. Remixe und besungene Riddims sind nicht berücksichtigt wurden.

### Alben
| - 1973 - Presenting I. Roy - Trojan Records - 1973 - Hell And Sorrow - Trojan Records - 1974 - Many Moods Of I Roy - Trojan Records - 1975 - Truth and Rights - Grounations - 1976 - Dread Bald Head - Klik - 1976 - Musical Shark Attack - Virgin Records - 1976 - Crisus Time - Virgin Records - 1977 - Can't Conquer Rasta - Justice - 1978 - World On Fire - Front Line Records - 1978 - Heart Of A Lion - Front Line Records - 1978 - The Ten Commandments - Micron Music Limited - 1978 - Hotter Yatta - Harry J Records - 1978 - The Godfather - Third World - 1979 - Cancer - Front Line Records - 1979 - The General / Spider's Web - Virgin | - 1980 - Whap'n Bap'n - Virgin - 1981 - Doctor Fish - The Harder Sound Of - 1981 - African Herbsman - Joe Gibbs Music - 1983 - Crucial Cuts - Virgin - 1983 - Outer Limits - Intense Records - 1989 - Head To Head Clash (feat. Prinz Jazzbo) - RAS Records Inc. - 1989 - The Lyrics Man - Blue Trac Records - 1991 - Straight To The Heart - Esoldun - 1997 - Don't Check Me With No Lightweight Stuff (1972–75) - Blood & Fire - 1999 - Sincerely Yours - Culture Press - 2001 - Touting I Self - Heartbeat Records - 2004 - Sattamassagana - Clock Tower Records Inc. - 2007 - Original Deejay @ King Tubby's Studio - Attack - 2008 - Heavier Than Lead - Kingston Sounds |

### Singles, Dubplates
| - 1969 - Musical Pleasure - Moodisc Records International - 1970 - Can I Change My Mind - Jackpot - 1970 - D. J. Drifter - Moodies - 1972 - Black Talk - Soul Beat - 1972 - Festival Mash Up - Jackpot - 1972 - Hot Bomb - Jump Records - 1972 - Hot Stuff - Mafia - 1972 - Ken Boothe Special - Music House - 1972 - Look A Boom - Music House - 1972 - Sidewalk Killer - S.R.S. - 1972 - Musical Drum Sound - Mistic - 1972 - Problems Of Life - Mistic - 1972 - Sufferer's Psalm - Errol T - 1972 - Tougher Than Tough - Crystal Records - 1972 - Yamaha Ride - White Label - 1973 - Buck & The Preacher - Soul Beat - 1973 - Rival Warefare / Sudden Flight - Puppy - 1973 - Rose Of Sheron - Explosion - 1973 - Clappers Tail / Live And Learn - Downtown - 1973 - Leggo Beast / Magnificent - Impact! - 1973 - Sound Education - Ackee - 1973 - Deck Of Love - White Label - 1973 - Free Style - White Label - 1973 - Guns At Large - White Label - 1973 - Hospital Trolley - Love Records - 1973 - Licking Stick - Well Charge - 1973 - Medley Mood - White Label - 1973 - Melinda - Cristal Records - 1973 - Noisy Place - Jackpot - 1973 - Red Nuts And Gin - White Label - 1973 - Space Flight - Upsetter - 1973 - There Must Be A Way - Studio One - 1973 - Thinking Cap - Studio One - 1974 - Big Tree - Jackpot - 1974 - Bring It To Me - Jackpot - 1974 - Camp Road Skanking - Observer | - 1974 - War Zone - Jackpot - 1974 - Don't Get Weary Joe Frazier - Sunshine Showdown - 1974 - Fire Burn - Errol T - 1974 - Fresh And Clean - Observer - 1974 - I And Equality - Jackpot - 1974 - Jah Come Here - Observer - 1974 - Love Inspiration - Jackpot - 1974 - My Food Is Ration - Sunshot - 1974 - Native Land (=Caveman Skank) - Observer - 1974 - Point Blank - Third World - 1974 - Roots Man - Love Records - 1974 - Set Me Free - Jackpot - 1974 - Step On The Dragon - Observer - 1974 - Superfly - Whitelabel - 1974 - War And Friction - Caribbean - 1974 - Water Rate - Observer - 1975 - Welding - Hit Bound - 1975 - Tea Pot - Black Art - 1975 - Jazzbo Have Fe Run - Student - 1975 - Step Right Up - Bullet - 1975 - Forward Yah - Love Records - 1975 - Right Time - Well Charge - 1975 - I Man Time - Lucky Records - 1975 - Outformer Parker / Knatty Down There - Attack - 1975 - Padlock - Steady - 1975 - Straight To Prince Jazzbo Head - Micron Music Limited - 1975 - Message From The Top - Micron Music Limited - 1976 - Who Is The One / Mind Your Business - Lucky Records - 1976 - African Tak - Jackpot - 1976 - Crisus Time - Virgin Records - 1976 - Satta Massaganna - Virgin Records - 1976 - Time Bomb - World Wide - 1977 - Maggie Breast - Third World - 1977 - Wicked Eat Dirt - Observer - 1977 - The Godfather - Weed Beat - 1977 - Dub It On Deh - Love Records | - 1977 - Beast Game - GG's - 1977 - Blacka Cinderella - GG's - 1977 - Dr. Feelgood Meets Ms. Glover - GG's - 1977 - Friday Child - GG's - 1977 - Hard Times - GG's - 1977 - Jordan River - Trojan Records - 1977 - Love Is Universal - GG's - 1977 - National Cry / Sis Inna De Yard - GG's - 1977 - Natty Dread Get Around / Natty Dread The Lion - GG's - 1977 - Sun Top Blouse - GG's - 1977 - Weeping Widow - GG's - 1978 - Fire Stick - Front Line Records - 1978 - New York City - Third World - 1978 - The First Commandement - Weed Beat - 1979 - Fire In A Wire / Hill And Gully - Virgin Records - 1979 - African Song - Virgin Records - 1979 - Dog War - White Label - 1979 - Ism And Schism - White Label - 1979 - It's Alright - Arawak - 1979 - Radical Music - White Label - 1979 - Set The Captives Free - Midnight Rock - 1979 - Stronger Strong - White Label - 1979 - World On Fire - Ja-Man - 1982 - Two Big Sounds - Volcano - 1983 - Dance Hall Style - Tamoki - 1983 - Monkey Fashion - Tamoki - 1984 - Peace And Love - Observer - 1984 - Sincerely Yours - Mr Tipsy - 1984 - Wondering - Mr Tipsy - 1986 - Come To Warn - Jammy's - 1986 - Melba - Rubun Records - 1986 - Run Come - Rubun Records - 1987 - Two Year Old A Solid Gold - Jah Life Time - 1988 - It A Badda Me - Vibes - 1994 - A Fi Talk - White Label |

### Zusammenarbeit mit anderen Künstlern
- 1968 - Heart Don't Leap (feat. Dennis Walks) - Moodisc Records International
- 1968 - The Drifter (feat. Dennis Walks) - Moodisc Records International
- 1969 - Let me tell you boy (feat. Ebony Sisters) - Moodisc Records International
- 1970 - Combination Drifter (feat. Dennis Walks) - Afro
- 1972 - Now Generation – Mood For Love (feat. Heptones) - Ashanti
- 1972 - Tripe Girl (feat. Heptones) - Crystal Records
- 1973 - Silver Platter (feat. Keith Hudson) - Randy's
- 1973 - Tougher Than Tough (feat. The Crystalites) - Crystal Records
- 1973 - Take A Trip & Fresh And Clean (feat. Dennis Brown) - Observer
- 1974 - Jah Is My Light & Wicked Eat Dirt (feat. Leroy Smart) - Observer
- 1975 - News Carrier (feat. Leo Graham) - Jogibs
- 1977 - Money Trouble (feat. The Maytones) - GG's Records
- 1977 - Jah Come Here (feat. Dennis Brown) - Observer
- 1979 - I Trust You (feat. Delroy Wilson) - GG's Records
- 1979 - A Win Them (feat. Leo Graham) - Joe Gibbs Music
- 1981 - Dub It In The Morning (feat. Johnny Clarke) - Jackpot
- 1981 - Woman A Grumble (feat. Derrick Morgan) - Gorgon Records